# Aylesham
Aylesham – wieś w Anglii, w hrabstwie Kent, w dystrykcie Dover. Leży 10 km na południowy wschód od miasta Canterbury i 98 km na wschód od centrum Londynu. Miejscowość liczy 3884 mieszkańców.